# Stimmzettel

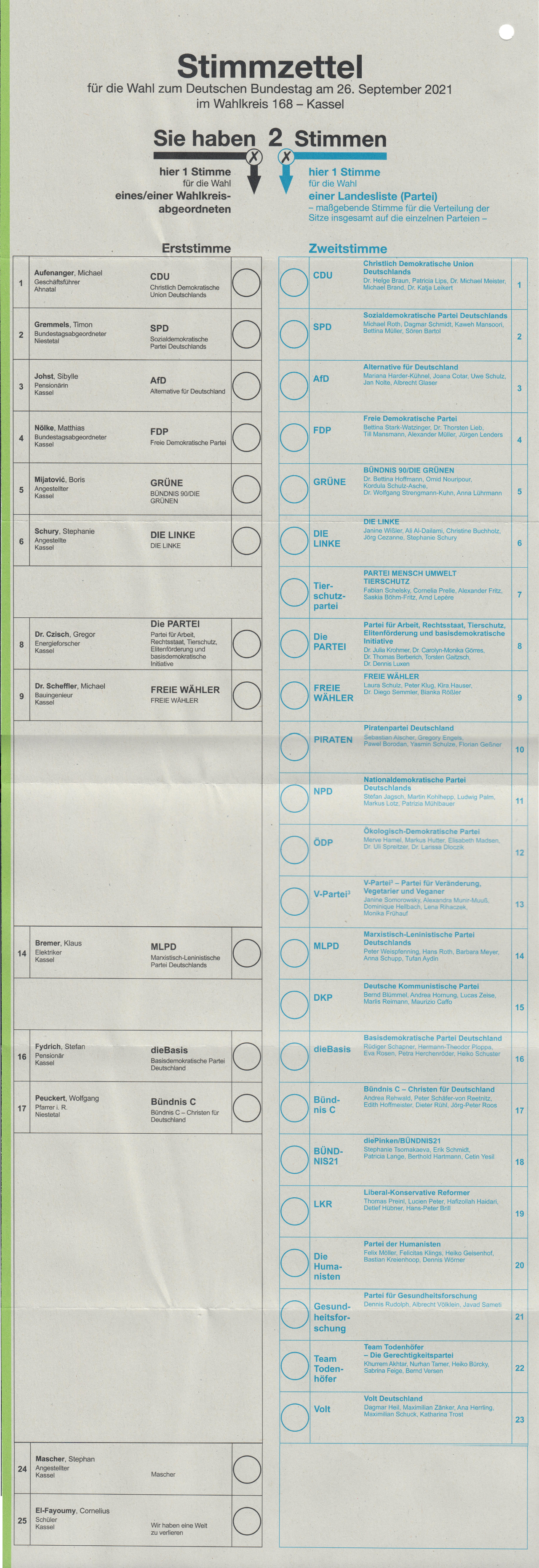
Stimmzettel zur Bundestagswahl in Deutschland 2021, aus dem Wahlkreis 168 (Kassel)

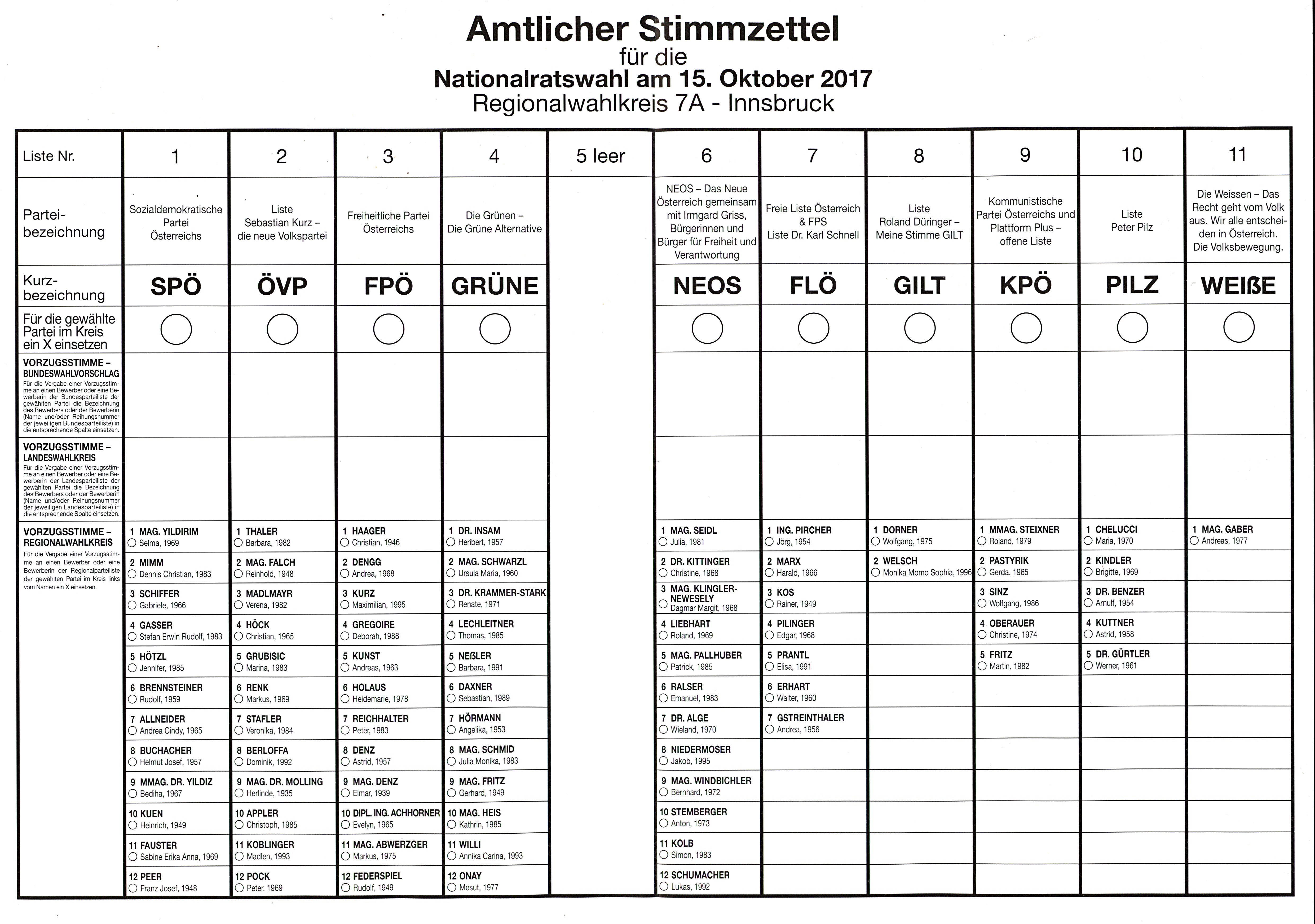
Stimmzettel aus dem Regionalwahlkreis Innsbruck zur Nationalratswahl 2017 in Österreich

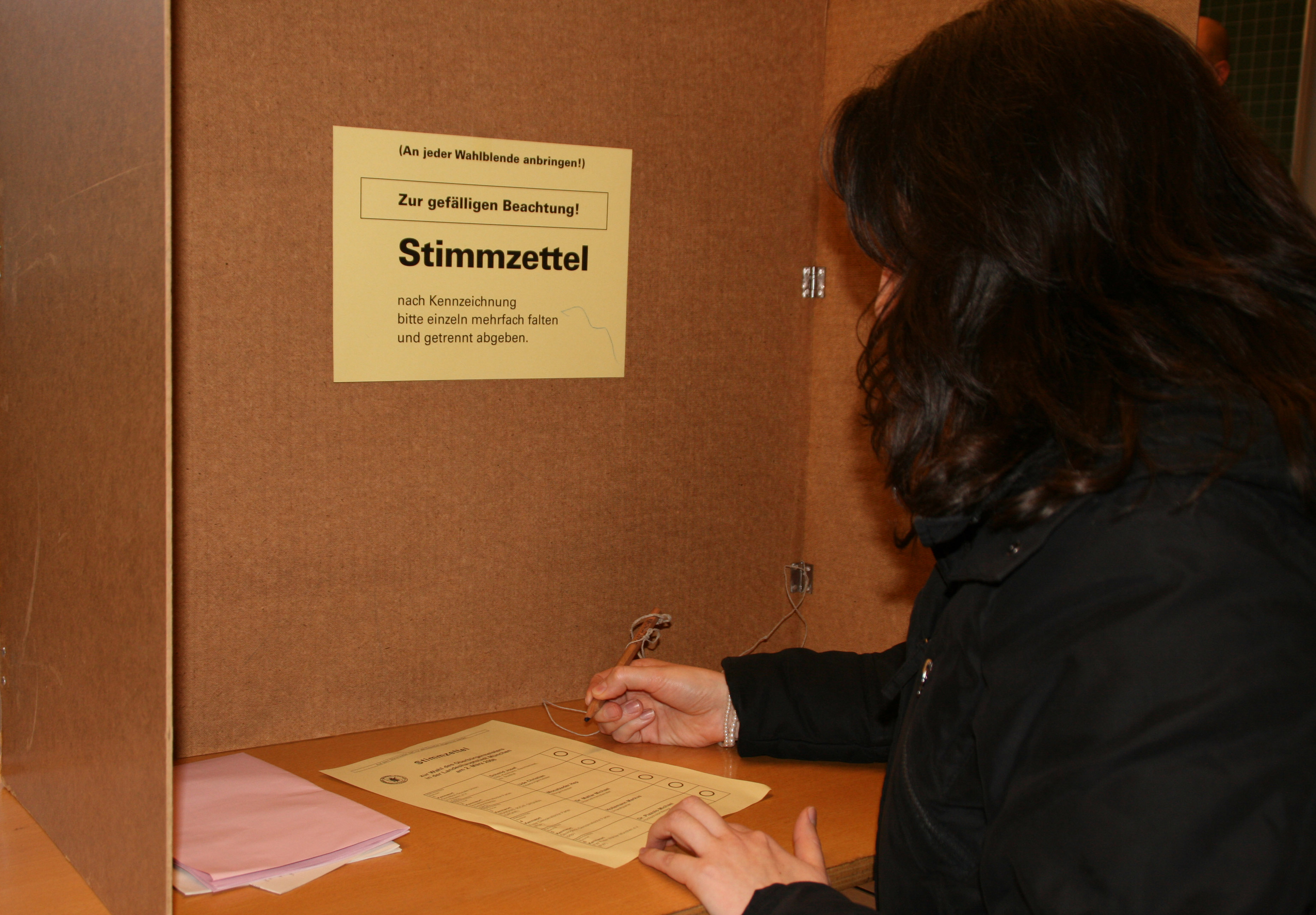
Wählerin mit Stimmzettel in Wahlkabine

Ein Stimmzettel, auch Wahlzettel (nicht zu verwechseln mit dem Wahlschein), ist
1. ursprünglich ein Zettel, auf dem der Wähler seine Wahl handschriftlich kundtun kann.
2. ein vorgedrucktes Blatt Papier, das eine Liste der zu einer Wahl zugelassenen Kandidaten und/oder Parteien zeigt. Der oder die Kandidaten bzw. Parteien werden dann durch Ankreuzen oder andere Markierungen, die den Wählerwillen eindeutig kennzeichnen, ausgewählt. Der Stimmzettel wird danach gefaltet, um das Wahlgeheimnis zu wahren und in eine Wahlurne geworfen. Am Ende des Wahlgangs wird die Anzahl der abgegebenen (gültigen) Stimmzettel gezählt und somit der Wahlsieger ermittelt.
3. die elektronische Form eines herkömmlichen Stimmzettels; wird sowohl bei Wahlcomputern als auch bei Internetwahlen verwendet.

## Deutschland

### Bundestagswahl
Bei der Wahl zum Deutschen Bundestag gibt es 299 unterschiedliche Stimmzettel, nämlich für jeden Wahlkreis eine eigene Version. Sie werden nach § 30 Abs. 1 BWahlG (Bundeswahlgesetz) einschließlich der Umschläge "amtlich hergestellt". Jeder Wähler hat eine Erst- und eine Zweitstimme. Mit der Erststimme wird der Direktkandidat im jeweiligen Wahlkreis gewählt. Die einzelnen Kandidaten sind auf dem Stimmzettel links abgedruckt. Die Reihenfolge richtet sich nach der Stärke der Parteien, für die sie antreten, bei der letzten Bundestagswahl (Zweitstimmen). Danach folgen in alphabetischer Reihenfolge die Direktkandidatinnen und -kandidaten von Parteien ohne Landeslisten und von Wählergruppen oder Einzelbewerberinnen und Einzelbewerbern, die für den jeweiligen Wahlkreis zugelassen wurden. Mit der Zweitstimme wird die Landesliste einer Partei gewählt, auf dem Stimmzettel rechts abgedruckt. Die Reihenfolge der Parteien auf den Stimmzetteln ist in § 30 Abs. 3 BWahlG geregelt. Zuerst werden die bereits im Bundestag vertretenen Parteien aufgeführt, und zwar nach ihrem Ergebnis bei der letzten Bundestagswahl im jeweiligen Bundesland. Dieses Prinzip gilt auch für all die Parteien, die zwar an der letzten Wahl teilgenommen haben, aber wegen der Fünf-Prozent-Hürde nicht in den Bundestag eingezogen sind. Danach werden die Landeslisten der Parteien, die erstmals antreten, alphabetisch aufgelistet. Zur Verwendung in Wahlschablonen für Sehbehinderte werden die Stimmzettel an der rechten oberen Ecke abgeschnitten oder gelocht. Die Schablonen selbst werden nach § 45 Abs. 2 BWO (Bundeswahlordnung) von Blindenvereinen hergestellt. 
Für die Repräsentative Wahlstatistik ist es zulässig Stimmzettel zu markieren. Derzeit werden das Geschlecht und sechs verschiedene Altersgruppen hierfür genutzt, so dass es zwölf Markierungsvarianten gibt.
Nach § 45 Abs. 1 BWO muss ein Stimmzettel mindestens 21 × 29,7 cm (DIN A4) groß sein und aus "weißem oder weißlichem" Papier bestehen. Außerdem muss das Papier so dick sein, dass nach Kennzeichnung und Faltung durch den Wähler andere Personen nicht erkennen können, wie der Betreffende gewählt hat. Schriftart, Schriftgröße und Kontrast sollen nach der BWO so gewählt werden, dass die Lesbarkeit erleichtert wird.

### Wahlen zum Betriebsrat, zum Personalrat und ähnliche Wahlen
Neben den politischen Wahlen werden in Deutschland auch die betrieblichen Interessenvertreter in der Privatwirtschaft (Betriebsrat) und im öffentlichen Dienst (Personalrat) in geheimer Wahl gewählt (näheres zur Betriebsratswahl). Zum Stimmzettel enthält § 11 Absatz 2 der Wahlordnung zum Betriebsverfassungsgesetz eine Regelung, die verallgemeinerbar ist: „Die Stimmzettel ... müssen sämtlich die gleiche Größe, Farbe, Beschaffenheit und Beschriftung haben.“ Diese Ununterscheidbarkeit der ausgegebenen Stimmzettel ist eine der wichtigsten Voraussetzungen, um dem Anspruch einer geheimen Wahl auch tatsächlich gerecht werden zu können.

## Österreich
In Österreich wird bei den Stimmzetteln zwischen einem amtlichen und einem nichtamtlichen Stimmzettel unterschieden:
- amtlicher Stimmzettel: Dieser wird von der Behörde bei der Wahl selbst vorgedruckt ausgegeben. Darunter sind jeweils die Kandidaten mit einer Möglichkeit der Reihung oder Streichung angeführt. Die Wahlzettel müssen sowohl bei Beginn der Wahl als auch bei Wahlende gezählt werden. Amtliche Stimmzettel sind bei jeder Wahl vorgesehen.
- nichtamtlicher Stimmzettel: Dabei können sowohl leere Blätter als auch Vordrucke von wahlwerbenden Parteien oder Kandidaten verwendet werden. Schwieriger ist dabei die Auszählung, da sich in einem Kuvert auch mehrere Zettel befinden dürfen, die aber nur als eine Stimme gezählt werden dürfen. Die Verwendung bei den Landtagswahlen oder Gemeinderatswahlen ist unterschiedlich und abhängig von den Bundesländern.

## Stimmzettel ohne Vordruck
In einigen Ländern werden für Personenwahlen Stimmzettel verwendet, die gar keine Auswahlmöglichkeiten vorgeben, sondern stattdessen vom Wähler mit einem Namen zu füllen sind. In der Schweiz werden Stimmzettel ohne Vordruck bei Majorzwahlen, beispielsweise für viele Kantonsregierungen, vom Wähler mit dem Namen des gewünschten Kandidaten ausgefüllt.
Bei Wahlen in Japan sind Stimmzettel in der Regel mit einem Rechteck bedruckt, in das der Wähler den Namen des zu wählenden Kandidaten bzw. bei der Verhältniswahl auf nationaler Ebene der präferierten Parteiliste schreibt. Lediglich die Bestätigung der Richter des Obersten Gerichtshofes erfolgt immer über Listen zum Ankreuzen.
Auch in Schweden und bei Kommunalwahlen in Deutschland, bei denen keine Kandidaten bereitstehen, werden teilweise „leere Stimmzettel“ ohne vorgegebene Auswahlmöglichkeiten verwendet.
Manche Stimmzettel mit vorgedruckter Auswahlliste enthalten eine Option „keiner der genannten“ (engl. none of the above, kurz NOTA), die dem Wähler zusätzlich ermöglicht, einen nicht auf der Liste aufgeführten Namen anzugeben. In den Vereinigten Staaten sind solche write-in candidates beispielsweise bei vielen Vorwahlen auf subnationaler Ebene explizit vorgesehen.

## Gestaltung des Stimmzettels

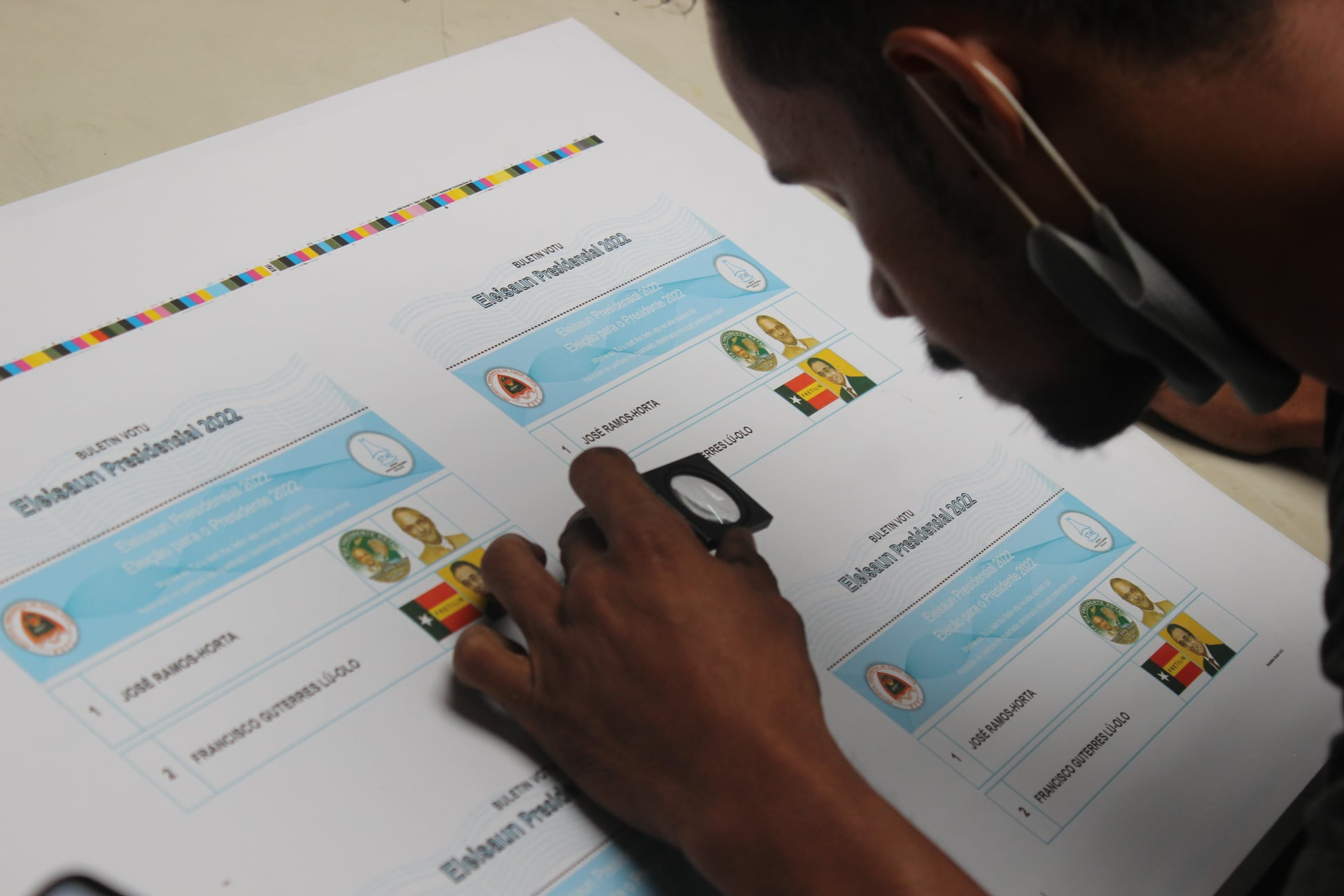
Kontrolle eines Drucks von einem Stimmzettel für Wahlen in Osttimor 2022. Fotos der Kandidaten und Logos helfen Analphabeten bei der Abstimmung.

Die Gestaltung des Stimmzettels kann Einfluss auf den Ausgang der Abstimmung haben. In demokratischen Wahlen sollte er daher neutral gestaltet sein. Ein bekanntes Beispiel einer manipulativen Gestaltung ist der Stimmzettel zur Volksabstimmung über den Anschluss Österreichs: Das Ja-Feld war deutlich größer als das Nein-Feld. Von Bedeutung ist auch die Reihenfolge der Parteien auf dem Stimmzettel. Parteien, die vorne auf dem Stimmzettel stehen (insbesondere auf Platz 1) rechnen sich dadurch zusätzlichen Wählerstimmen aus (dies ist ein Fall eines Reihenfolge-Effektes). Vielfach wird auf Wahlplakaten auch mit dem vorderen Listenplatz geworben. Da im Sinne der Neutralität alle Parteien gleich behandelt werden sollten, es aber naturgemäß nur einen ersten Platz geben kann, sind verschiedene Verfahren üblich:
- Reihenfolge nach der Stärke der Partei bei der letzten Wahl
- Zufällige Reihenfolge per Losentscheid
- Alphabetische Reihenfolge

Die Wirkung von Stimmzettel-Positionseffekten und Stimmzettel-Layouteffekten wird theoretisch mit zwei Modellen begründet:
- Da von oben nach unten und links nach rechts gelesen wird, werden die oberen/linken Namen zuerst gelesen. Diese zuerst gelesenen Einträge würden besser kognitiv verankert als nachfolgende Einträge
- Das Modell eines „Zufriedenheitsprinzips“ geht davon aus, dass der Wähler den Stimmzettel nur solange liest, bis er einen ausreichend zufriedenstellen Kandidaten findet und stellt dann die Suche ein.[2]

Auch die Ergänzung des Wahlzettels durch Hinweise, kann manipulativ sein. So verbot der Verfassungsgerichtshof Rheinland-Pfalz bei den Kommunalwahlen in Rheinland-Pfalz 2014 die Angabe der Anteile der Geschlechter in der zu wählenden Vertretungskörperschaft, die nach dem Willen der rot-grünen Landesregierung den Frauenanteil bei den Wahlen hätte steigern sollen. Die Angaben auf dem Stimmzettel sind im jeweiligen Wahlgesetz geregelt. Teilweise sind hier Gestaltungsspielräume vorgesehen. So regelt das Hessische Kommunalwahlgesetz, dass Kreistag bzw. Gemeinde selbst entscheiden können, ob die Gemeinde bzw. der Ortsteil des Kandidaten auf dem Stimmzettel erscheint.

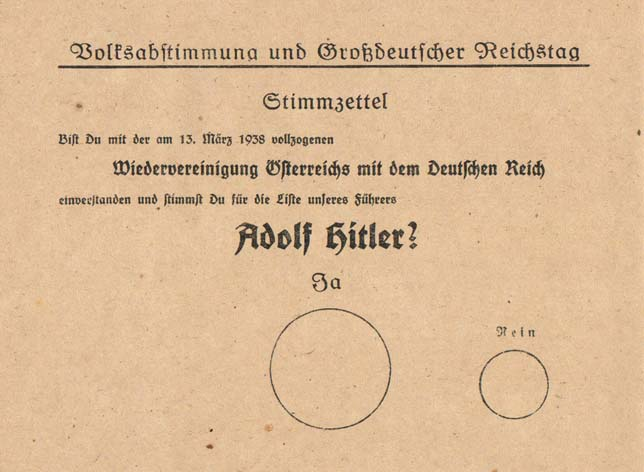
Stimmzettel zur Volksabstimmung über den Anschluss Österreichs: Das Ja-Feld ist deutlich größer
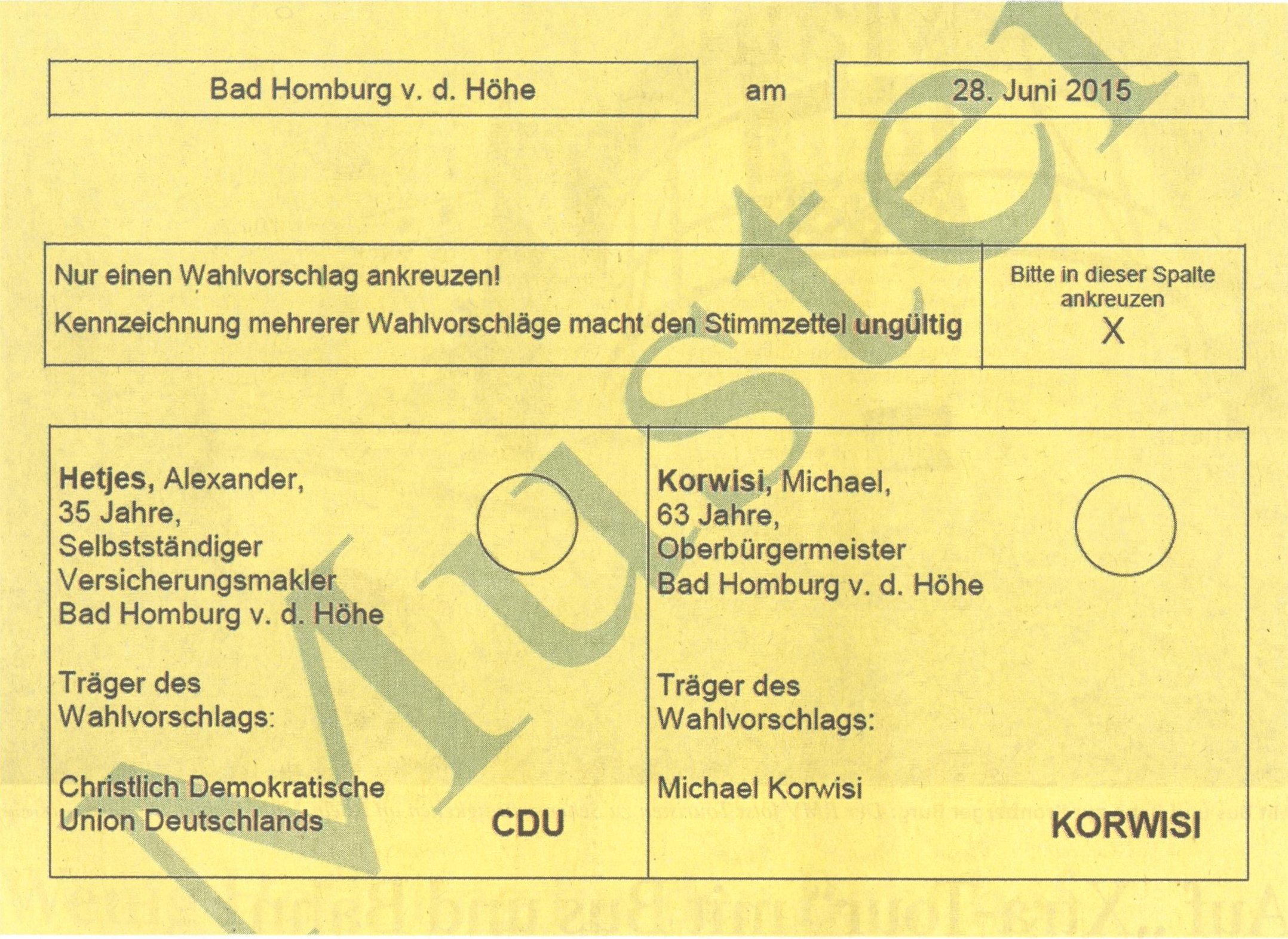
(später durch eine neutrale Fassung ersetzter) Stimmzettel zur Stichwahl der OB-Wahl in Bad Homburg vor der Höhe 2015: Versehentlich enthält der Stimmzettel in der Spalte des Amtsinhabers den Hinweis „Bitte in dieser Spalte ankreuzen“
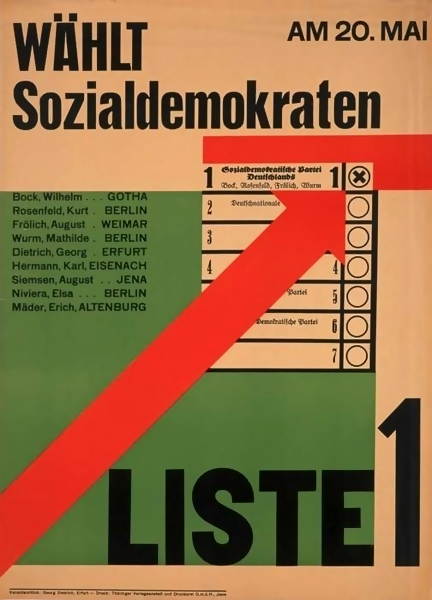
Plakat der SPD 1928 mit dem Hinweis auf „Liste 1“
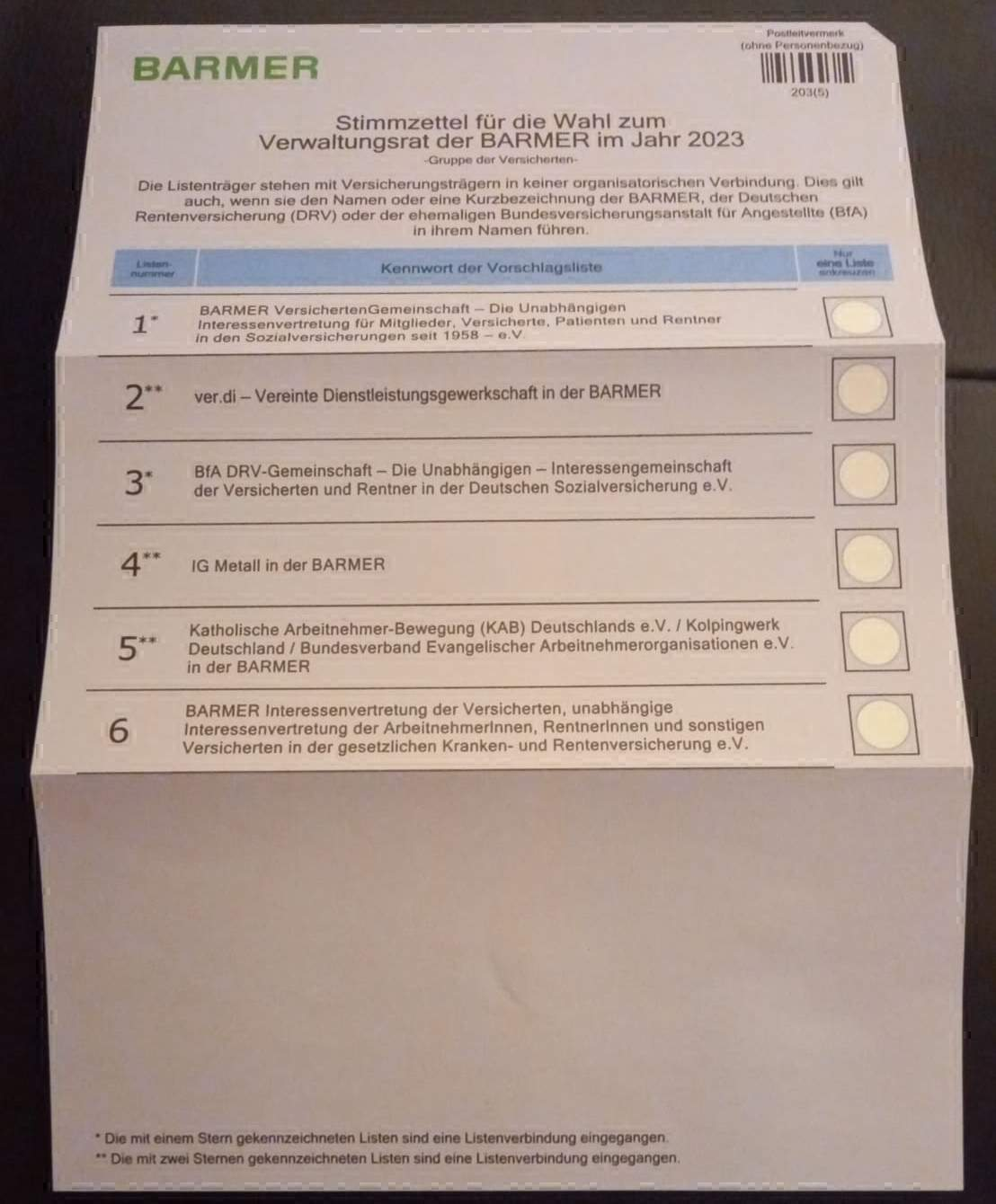
Stimmzettel zur Sozialwahl 2023 der Barmer Ersatzkasse

## Geschichte
Im antiken Griechenland wurden Tonscherben benutzt, in die ein Name eingeritzt wurde. Daher kam der Name Scherbengericht. Die Stimmberechtigten brachten die bereits beschrifteten Scherben auf die Agora, ohne dabei auf Geheimhaltung achten zu müssen. In der römischen Republik wurde mithilfe kleiner Wachstafeln abgestimmt. Danach nahm die Bedeutung von Wahlen mehr und mehr ab. Wurden im Mittelalter Ämter durch Wahlen besetzt, so kamen etwa verschiedenfarbige Kugeln zum Einsatz (Ballotage).
Die Abgeordneten des englischen Parlaments wurden anfangs durch Akklamation, später durch mündliche Stimmabgabe zu Protokoll gewählt. Ähnlich gestalteten sich auch die Urwahlen (der Wahlmänner) für den Dritten Stand der französische französischen Generalstände, wobei die eigentlichen Abgeordnetenwahlen mithilfe eigens zu beschriftender Stimmzettel vorgenommen wurden. Diese Form der Stimmabgabe prägte dann das nachrevolutionäre Frankreich.
Die im Ausland vorgefundene Vielfalt spiegelte sich auch in den Staaten des Deutschen Bundes wider. In der Frankfurter Nationalversammlung stritten die Abgeordneten heftig über die Einführung der bis dahin noch unüblichen geheimen Stimmabgabe und sprachen sich letztlich mehrheitlich dafür aus. Auch wenn das Frankfurter Wahlgesetz keine Anwendung fand, folgten seinen Grundsätzen zahlreiche Staaten des Deutschen Bundes. In Preußen blieb es dagegen bei der öffentlichen Stimmabgabe zu Protokoll. Die Wahlen zum Norddeutschen Reichstag (1867) und zum Deutschen Reichstag (1871) erfolgten – nach den Grundsätzen des Mehrheitswahlrechts – geheim. Zunächst fanden dabei noch Vordrucke Verwendung, auf denen der Name des Wunschkandidaten einzutragen war, später stellten die Kandidaten selbst Zettel mit ihren Namen zur Verfügung und ließen sie unter den Wählern verteilen. Im Wahllokal ausliegen durften sie nicht.
Mit der Novemberrevolution von 1918 wurde das Verhältniswahlrecht eingeführt. Nunmehr stellten nicht mehr die einzelnen Kandidaten, sondern die Parteien die Stimmzettel mit ihren Bewerbern zur Verfügung und verteilten diese wie gehabt. Gründe, daran etwas zu ändern, sah die Reichsregierung anfangs noch nicht. Erst im Zuge der Inflation des Jahres 1923, als der Papierverbrauch ins Unermessliche stieg und Sparen zur Devise wurde, dachte sie daran, den Ländern die Verwendung von Stimmzetteln mit sämtlichen Parteilisten zu gestatten. Aus den USA, Großbritannien und Belgien kannte man diese in Australien entwickelte Praxis. Der Rechtsausschuss des Reichstages, allen voran der BVP-Abgeordnete Konrad Beyerle, wollte sich damit aber nicht zufriedengeben. Alle Deutschen sollten nach einem Muster wählen. Beyerle, seines Zeichens Rechtshistoriker an der Universität München und bekannter Verfechter der Rechtsansprüche des Hauses Wittelsbach, begründete dies am 8. Dezember 1923 im Reichstag: Der obligatorische, bislang „vorzugsweise in Amerika“ eingebürgerte Sammelwahlzettel mache „Schluss mit der Papierverschwendung, die bisher mit jedem Wahlkampf durch den Druck Milliarden überflüssiger Wahlzettel getrieben worden“ sei. Er mache „Schluss mit den Aufwendungen der Parteien für das Verteilen und Zusenden der Stimmzettel, mit den Kosten für Millionen von Briefumschlägen, Adressenschreiben und Briefmarken“. Die Wähler empfingen die amtlichen Stimmzettel künftig im Wahllokal. Dort sei es ihnen zwar überlassen, „in der geheimen Wahlzelle vor Abgabe des Wahlzettels durch ein auf den Stimmzettel gesetztes Kreuzlein oder auf andere Weise kenntlich zu machen, welchem der mehreren Kreiswahlvorschläge, die auf dem einzigen Zettel vereinigt sind, er die Stimme geben will“. Die guten Erfahrungen, die im Land Anhalt bei Landtags- und Kommunalwahlen gemacht worden seien, hätten aber „die mancherlei Bedenken in die Urteilskraft oder die Sehkraft eines wählenden alten Männleins oder Weibleins“ beseitigt. Daran zweifelte nicht nur der deutschnationale Abgeordnete Schultz, der den Parteien zudem ein lebhaftes Interesse unterstellte, ihre Wähler weiterhin mit Wahlwerbung „zu beglücken“, womit „die ganze Ersparnis für die Katz“ sei. Auch die Kommunisten argwöhnten, dass die Wähler – die eigenen natürlich ausgenommen – „in der Dunkelkammer“ mit dem amerikanischen Stimmzettel überfordert sein könnten. Bei der Reichstagswahl am 4. Mai 1924 fanden die neuen amtlichen Stimmzettel erstmals Verwendung. Sie unterschieden sich deutlich von den heutzutage gebräuchlichen. Dicht drängten sich die Kreise zum Ankreuzen. Die Wahlvorstände mussten nicht nur von oben nach unten, sondern auch horizontal prüfen, welcher Vorschlag gekennzeichnet war. Das war zu kompliziert. Schon bei der folgenden Reichstagswahl am 7. Dezember 1924 ging man zur bis heute üblichen, listenförmigen Anordnung der Parteien über.
Mit der Machtübernahme durch die Nationalsozialisten endete die Parteienvielfalt und damit auch die Möglichkeit zwischen verschiedenen Parteien zu wählen. Bei der Reichstagswahl vom 12. November 1933 blieb den Wählern nur die Möglichkeit die Liste der NSDAP anzukreuzen oder es zu lassen. Ebenso gestaltete sich die Reichstagswahl vom 29. März 1936.
Mit dem Zusammenbruch der nationalsozialistischen Diktatur und der deutschen Kapitulation wurde in den westlichen Besatzungszonen das 1924 eingeführte Stimmsystem wiederbelebt. Bei der Wahl zum 1. Deutschen Bundestag hatten die Wähler nur eine Stimme, die aber doppelt gezählt wurde (für den Wahlkreiskandidaten und die Parteienliste). Das bis heute gebräuchliche Zwei-Stimmen-Wahlrecht wurde erstmals bei der Bundestagswahl am 6. September 1953 angewandt. Es stellte einen Kompromiss dar. Die Bundesregierung hatte das bisherige Stimmensystem mit doppelter Zählung für den Wahlkreis und die Bundesliste fortführen wollen, freilich nach Art des sog. Grabenwahlsystems. Dem widersetzte sich die SPD-Fraktion, die an den Grundsätzen der Verhältniswahl festhalten wollte. Auf Anregung der FDP-Fraktion einigte sich der Rechtsausschuss des Bundestages dann auf ein Zwei-Stimmen-Wahlrecht mit der Maßgabe der Gesamtmandatsverteilung nach dem Zweitstimmenergebnis. Erst- und Zweitstimme sollten auf getrennten Wahlzetteln abgegeben werden. Dies schien der SPD überflüssig. Auf ihren Antrag hin beschloss der Bundestag, die Liste der Wahlkreiskandidaten und die Parteilisten auf einem Wahlzettel abzudrucken.
Eine solche Verbindung zweier Listen gibt es bei der Europawahl nicht. Hier haben die Wähler nur eine Stimme. Grund ist die Sorge des Gesetzgebers, wegen der geringen Zahl der direkt zu wählenden Abgeordneten könnte ein Vertrauens- und Verantwortungsverhältnis zwischen Wählern und Abgeordneten anders als bei Bundestagswahlen nicht hergestellt werden.
In der sowjetischen Besatzungszone lösten sich die Machthaber – nachdem es zunächst halbfreie Wahlen gegeben hatte – mit der Einheitswahl vom 15. Oktober 1950 völlig vom Prinzip einer Wahl. Es gab nicht einmal mehr die Möglichkeit den Wahlvorschlag der Nationalen Front anzukreuzen oder mit „Ja“ bzw. „Nein“ zu stimmen. In diesen Scheinwahlen blieb den Bürgern der DDR praktisch nur, den unveränderten Zettel gefaltet in die Urne zu werfen (sog. Zettelfalten).